# Aprenentatge relacional estadístic
L'aprenentatge relacional estadístic (SRL) és una subdisciplina de la intel·ligència artificial i l'aprenentatge automàtic que s'ocupa dels models de domini que presenten tant incertesa (que es pot tractar amb mètodes estadístics) com una estructura relacional complexa. Tingueu en compte que la SRL de vegades s'anomena aprenentatge automàtic relacional (RML) a la literatura. Normalment, els formalismes de representació del coneixement desenvolupats en SRL utilitzen (un subconjunt de) lògica de primer ordre per descriure les propietats relacionals d'un domini d'una manera general (quantificació universal) i es basen en models gràfics probabilistes (com les xarxes bayesianes o xarxes de Markov) per modelar la incertesa; alguns també es basen en els mètodes de programació lògica inductiva. Des de finals de la dècada de 1990 s'han fet aportacions importants al camp.
Com es desprèn de la caracterització anterior, el camp no es limita estrictament als aspectes d'aprenentatge; s'ocupa igualment del raonament (específicament la inferència probabilística) i de la representació del coneixement. Per tant, els termes alternatius que reflecteixen els focus principals del camp inclouen l'aprenentatge i el raonament relacional estadístic (emfatitzant la importància del raonament) i els llenguatges probabilístics de primer ordre (emfasitzant les propietats clau dels llenguatges amb què es representen els models).

## Tasques canòniques
Una sèrie de tasques canòniques s'associen a l'aprenentatge relacional estadístic, les més habituals són:
- classificació col·lectiva, és a dir, la predicció (simultània) de la classe de diversos objectes donats els atributs dels objectes i les seves relacions
- predicció d'enllaços, és a dir, predir si dos o més objectes estan relacionats o no
- agrupació basada en enllaços, és a dir, l'agrupació d'objectes similars, on la similitud es determina segons els enllaços d'un objecte, i la tasca relacionada de filtratge col·laboratiu, és a dir, el filtratge d'informació que és rellevant per a una entitat (on una informació és es considera rellevant per a una entitat si se sap que és rellevant per a una entitat similar)
- modelatge de xarxes socials
- identificació d'objectes/resolució d'entitats/enllaç de registres, és a dir, la identificació d'entrades equivalents en dues o més bases de dades/conjunts de dades separats[4]

## Formalismes de representació
Un dels objectius fonamentals de disseny dels formalismes de representació desenvolupats a SRL és abstraure's d'entitats concretes i representar, en canvi, principis generals que pretenen ser d'aplicació universal. Com que hi ha infinitat de maneres de representar aquests principis, en els darrers anys s'han proposat molts formalismes de representació. A continuació, s'enumeren alguns dels més habituals per ordre alfabètic:
- Programa lògic bayesià
- Model BLOG
- Programes lògics amb disjuncions anotades
- Xarxes lògiques de Markov
- Xarxa bayesiana multientitat
- Model relacional probabilista: un model relacional probabilista (PRM) és la contrapartida d'una xarxa bayesiana en l'aprenentatge relacional estadístic.
- Lògica suau probabilística
- Camp aleatori recursiu
- Xarxa Bayesiana relacional
- Xarxa de dependència relacional
- Xarxa relacional de Markov
- Filtre de Kalman relacional